# Seleção Soviética de Basquetebol Masculino
A Seleção Soviética de Basquetebol masculino era a equipe de basquetebol masculino que representava a Federação Soviética de Basquetebol (FSB) da URSS. A equipe foi extinta com a dissolução da URSS, em 1991. A seleção participou dos Jogos Olímpicos, do Campeonato Mundial de Basquetebol e do EuroBasket.
É considerada a segunda melhor seleção de basquetebol de todos os tempos, sobretudo devido às muitas medalhas conquistadas nas várias competições que participou; só é superada pela seleção Estadunidense de Basquetebol. O desmembramento da URSS em 1991 ditou o fim desta seleção; contudo, cada país que dela resultou formou a sua própria equipe nacional de basquetebol, surgindo desta forma as seleções da Rússia, Lituânia, Letónia, Estónia, Ucrânia entre outras, mas estas foram as que mais se destacaram e continuam a "marcar pontos" no panorama internacional desta modalidade. A última participação internacional da seleção soviética foi no Campeonato Mundial de Basquetebol de 1990 disputado na Argentina, no qual obteve a medalha de prata.

## Medalhas conquistadas
- Jogos Olímpicos
  -  Ouro (2): 1972 e 1988
  -  Prata (4): 1952, 1956, 1960 e 1964
  -  Bronze (3): 1968, 1976 e 1980

- Campeonato Mundial
  -  Ouro (3): 1967, 1974 e 1982
  -  Prata (3): 1978, 1986 e 1990
  -  Bronze (2): 1963 e 1970

- EuroBasket
  -  Ouro (14): 1947, 1951, 1953, 1957, 1959, 1961, 1963, 1965, 1967, 1969, 1971, 1979, 1981 e 1985
  -  Prata (3): 1975, 1977 e 1987
  -  Bronze (4): 1955, 1973, 1983 e 1989

## Jogadores Históricos
Basquetebolistas medalhados em Jogos Olímpicos e em Campeonatos Mundiais de Basquetebol da seleção da União Soviética.

### Anos 60
Yuri Korneyev, Janis Krumins, Guram Minaschvill, Valdis Muiznieks, Cezars Ozers, Alexander Petrov, Mikhail Semionov, Vladimir Ugrekhelidze, Maigonis Valdmanis, Albert Valtin, Gennadi Volnov, Viktor Zubkov, Mikola Bahlei, Armenak Alatchachian, Alexander Rravin, Viatcheslav, Khrinin, Janis Krumins, Levan Mosechvili, Jaak Lipso, Juris Kalnins.

### Anos 70
Anatoli Polivoda, Modestas Paulauskas, Zurab Sakandelidze, Alshan Sharmukhamedov, Alexander Boloshev, Ivan Edeshko, Sergei Belov, Mishako Korkia, Ivan Dvorni, Gennadi Volnov, Alexander Belov, Sergei Kovalenko, Vladimir Arzamaskov, Alexander Salnikov, Valeri Milosserdov, Andrei Makeyev, Vladimir Tkachenko, Anatoli Mishkin, Mikhail Korkia, Vladimir Zhigili.

### Anos 80
Stanislav Eremin, Valeri Milosserdov, Sergei Tarakanov, Alexander Salnikov, Andrei Lopatov, Nikolai Derugin, Sergei Belov, Vladimir Tkachenko, Anatoli Mishkin, Sergejus Jovaisa, Alexander Belostenni, Vladimir Zhigili, Alexander Volkov, Tiit Sokk, Sarunas Marciulionis, Igors Miglinieks, Valeri Tikhonenko, Rimas Kurtinaitis], Arvydas Sabonis, Victor Pankrashkin, Valdemaras Chomicius, Valeri Goborov, Valdis Valters, Eino Emden.